# Darius Slay
Darius Demetrius Slay (* 1. Januar 1991 in Brunswick, Georgia) ist ein US-amerikanischer American-Football-Spieler auf der Position des Cornerbacks. Er spielt für die Pittsburgh Steelers in der National Football League (NFL).

## College
Slay besuchte zunächst das Itawamba Community College, wechselte dann aber auf die Mississippi State University und spielte für deren Mannschaft, die Bulldogs, zwei Jahre lang erfolgreich College Football, wobei er insgesamt 64 Tackles setzen und sechs Interceptions erzielen konnte. Außerdem gelangen ihm zwei Touchdowns.

## NFL

### Detroit Lions
Slay wurde im NFL Draft 2013 von den Detroit Lions in der zweiten Runde an 36. Stelle ausgewählt. Kurz darauf musste er sich einer Meniskusoperation unterziehen und unterschrieb danach einen Vierjahresvertrag in der Höhe von 5,28 Millionen US-Dollar. In seiner Rookie-Saison kam er in dreizehn Partien zum Einsatz, vier Mal sogar als Starter, bevor er wegen einer weiteren Meniskusverletzung auf die Injured Reserve List gesetzt werden musste.
In den nächsten beiden Spielzeiten konnte er sich im Defensive Backfield der Lions etablieren und lief in allen Partien als einer der beiden Starting Cornerbacks auf, fallweise wurde er auch in den Special Teams eingesetzt.
Aufgrund seiner guten Leistungen wurde sein Vertrag 2016 vorzeitig verlängert. Er unterschrieb einen weiteren Vierjahresvertrag diesmal über 48,15 Millionen US-Dollar, 23,1 davon garantiert.
2017 hatte Slay seine bisher beste Saison. Ihm gelangen 26 Passverteidigungen und acht Interceptions, womit er gemeinsam mit Kevin Byard die Liga anführte. Für die gezeigten Leistungen wurde er auch erstmals in den Pro Bowl berufen.

### Philadelphia Eagles
Am 19. März 2020 wurde Slay von den Detroit Lions für einen Dritt- und Fünftrundenpick zu den Philadelphia Eagles getauscht. Mit dem Wechsel einhergehend unterschrieb Slay einen Dreijahresvertrag, der auf 50 Millionen US-Dollar dotiert ist und bei dem 30 Millionen garantiert waren. Des Weiteren gab Slay bekannt, dass er in Zukunft die Nummer 24 tragen werde, zu Ehren des verstorbenen Basketballspielers Kobe Bryant.

#### Saison 2020
Die Saison 2020 verlief sowohl für Slay, als auch die Philadelphia Eagles wenig erfolgreich. In insgesamt 15 Spielen, in denen er für die Eagles startete, konnte er insgesamt eine Interception im Spiel gegen die Dallas Cowboys verzeichnen.

#### Saison 2021
Vor Beginn der Saison 2021 änderte Slay abermals seine Nummer auf die 2, die vorher von Quarterback Jalen Hurts belegt war.
In Woche 5 verzeichnete er beim Sieg über die Carolina Panthers zwei Interceptions und war dadurch maßgeblich am 21:18-Erfolg des Teams beteiligt. Gegen sein ehemaliges Team, die Detroit Lions, trug er in Woche 8 einen Fumble von D’Andre Swift für einen 33-Yards-Touchdown zurück. Nachdem er in Woche 10 gegen die Denver Broncos abermals einen Fumble, diesmal aber für 82 Yards zurückgetragen hatte, wurde er von der NFL zum NFC Defensive Player of the Week ernannt. In der darauffolgenden Woche fing Slay gegen die New Orleans Saints einen Pass von Trevor Siemian ab und trug diese Interception für einen Touchdown zurück. Damit verzeichnete Slay innerhalb von vier Wochen drei Touchdowns, was für einen Spieler der Defense eher außergewöhnlich ist – in sieben Jahren bei den Detroit Lions gelang ihm lediglich ein Touchdown. In den Spielen gegen das Washington Football Team in den Wochen 15 und 17 verzeichnete Slay ebenfalls je einen offensiven Snap. Am 23. Dezember 2021 wurde Slay in seinen insgesamt vierten Pro Bowl berufen und seinen ersten für die Eagles. Er ist der erste Cornerback der Eagles, nach Asante Samuel in der Saison 2010, der in den Pro Bowl gewählt wurde.

#### Saison 2022
Beim 24:7-Sieg gegen die Minnesota Vikings am zweiten Spieltag war Slay mit fünf abgewehrten Pässen und zwei Interceptions, beide in der Red Zone, wesentlich am Erfolg der Eagles beteiligt und wurde zum zweiten Mal in seiner Zeit bei den Eagles als NFC Defensive Player of the Week ausgezeichnet.